# Praon unicum
Praon unicum är en stekelart som beskrevs av Smith 1944. Praon unicum ingår i släktet Praon och familjen bracksteklar. Inga underarter finns listade i Catalogue of Life.